# Vlada Stošić
Vlada Stošić (Vranje, 31 gennaio 1965) è un ex calciatore jugoslavo.

## Carriera
Debutta da professionista nel 1984 nella Stella Rossa, disputando 4 partite in tre stagioni. Proprio per maturare la necessaria esperienza durante la stagione 1987-1988 viene mandato in prestito dapprima al Rad Belgrado e poi al Radnički Niš. Rientrato a Belgrado, diventa uno dei cardini della formazione biancorossa vincendo due campionati della RSF di Jugoslavia, altrettante Coppe di Jugoslavia, ma soprattutto la Coppa dei Campioni 1990-1991 e la Coppa Intercontinentale 1991.
Nel gennaio del 1992 si trasferisce nella Primera División, ingaggiato dal Real Mallorca, di cui diventa subito uno dei calciatori di spicco, mettendo a segno ben 27 gol in due stagioni e mezza. Nell'estate del 1994 viene ingaggiato dal Real Betis, dove gioca per 72 partite, segnando 7 gol. Si trasferisce quindi in Messico all'Atlante. Rientrato in Europa, chiude la carriera nella formazione portoghese del Vitória Setúbal.

## Palmarès

### Competizioni nazionali
- Campionati della RSF di Jugoslavia: 2

Stella Rossa: 1989-1990, 1990-1991
- Coppe di Jugoslavia: 2

Stella Rossa: 1985, 1990

### Competizioni internazionali
- Coppa dei Campioni: 1

Stella Rossa: 1990-1991
- Coppa Intercontinentale: 1

Stella Rossa: 1991